# West Point (New York)
West Point ist ein militärisches Schutzgebiet und ein Census-designated place (CDP) nördlich von Highland Falls im Orange County, New York. Im Jahr 2010 hatte West Point 6763 Bewohner. Der Ort ist vor allem für die dort gelegene Militärakademie bekannt, die United States Military Academy, die umgangssprachlich meist auch nur West Point genannt wird.

## Geographie
Der Ort liegt am Westufer des Hudson River gegenüber der Stadt Cold Spring.
Nach den Angaben des United States Census Bureaus hat der CDP eine Fläche von 64,9 km²; 63,0 km² davon entfallen auf Land und 1,9 km² auf Gewässer.

## Geschichte
West Point war während des Unabhängigkeitskrieges eine Festungsanlage, die ursprünglich wegen ihrer Lage an der ungewöhnlichen S-Kurve ausgewählt wurde, die der Hudson River an dieser Stelle macht. Errichtet wurde sie von dem polnischen General Tadeusz Kościuszko. Während des Krieges war das Fort von einer kleinen Garnison amerikanischer Soldaten besetzt. Es gab Pläne, dass eine eiserne Kette hier über den Fluss gelegt werden sollte, um Schiffe der britischen Royal Navy daran zu hindern, den Hudson River hinaufzufahren. Es gibt keine Dokumente darüber, ob dieser Plan in die Tat umgesetzt wurde. Die Anlage bestand aus mehreren Redouten, darunter auch Fort Putnam, bei dem noch heute das Aussehen aus dem Unabhängigkeitskrieg erhalten ist. 
Ein bekannter Fall von Verrat in der amerikanischen Geschichte wurde hier 1780 verübt, als General Benedict Arnold versuchte, den Stützpunkt an die Briten zu übergeben. Diese hatten ihm den Posten eines Brigadegenerals in der britischen Armee und eine finanzielle Belohnung in Höhe von 20.000 Pfund Sterling versprochen. Der Plan scheiterte, weil der britische Major John André als Spion abgefangen wurde.
Am 16. März 1802 wurde das Fort durch ein Gesetz von Thomas Jefferson in eine die United States Military Academy umgewandelt, da im US-Heer ein eklatanter Mangel an Offizieren bestand. Einen wichtigen Anteil an der Geschichte der Akademie hatte Oberst Sylvanus Thayer, der diese zwischen 1817 und 1833 leitete.
1937 wurde das West Point Bullion Depository errichtet; es wurde 1988 zur West Point Mint, einem Nebenbetrieb der United States Mint.
Im Dezember 1960 erhielt die Militärakademie den Status eines National Historic Landmarks. Im Oktober 1966 wurde sie als Historic District in das National Register of Historic Places eingetragen.

## Die Militärakademie West Point
Die Liste der bisherigen Leiter der Militärakademie West Point kann hier eingesehen werden. 

## Demographie
Zum Zeitpunkt des United States Census 2000 bewohnten West Point 7138 Personen. Die Bevölkerungsdichte betrug 113,3 Personen pro km². Es gab 1044 Wohneinheiten, durchschnittlich 16,6 pro km². Die Bevölkerung von West Point bestand zu 82,31 % aus Weißen, 9,09 % Schwarzen oder African American, 0,50 % Native American, 3,35 % Asian, 0,15 % Pacific Islander, 1,64 % gaben an, anderen Rassen anzugehören und 2,96 % nannten zwei oder mehr Rassen. 6,56 % der Bevölkerung erklärten, Hispanos oder Latinos jeglicher Rasse zu sein.
Die Bewohner West Points verteilten sich auf 996 Haushalte, von denen in 75,1 % Kinder unter 18 Jahren lebten. 87,8 % der Haushalte stellten Verheiratete, 4,8 % hatten einen weiblichen Haushaltsvorstand ohne Ehemann und 5,7 % bildeten keine Familien. 5,4 % der Haushalte bestanden aus Einzelpersonen und in keinem der Haushalte lebte jemand im Alter von 65 Jahren oder älter alleine. Die durchschnittliche Haushaltsgröße betrug 2,53 und die durchschnittliche Familiengröße 3,66 Personen. Diese Statistik und auch die folgende zur Altersverteilung ist typisch für militärische Stützpunkte.
Die Bevölkerung verteilte sich auf 21,9 % Minderjährige, 51,2 % 18–24-Jährige, 23,0 % 25–44-Jährige, 3,8 % 45–64-Jährige und 0,1 % im Alter von 65 Jahren oder mehr. Das Durchschnittsalter betrug 21 Jahre. Auf jeweils 100 Frauen entfielen 207,3 Männer. Bei den über 18-Jährigen entfielen auf 100 Frauen 259,7 Männer.
Das mittlere Haushaltseinkommen in West Point betrug 56.516 US-Dollar und das mittlere Familieneinkommen erreichte die Höhe von 56.364 US-Dollar. Etwa 2 % der Bevölkerung und 2 % der Familien hatten ein Einkommen unterhalb der Armutsgrenze, davon waren 2,6 % der Minderjährigen betroffen.

## Hier geboren
- Alfred Thayer Mahan (1840–1914), Konteradmiral der US Navy, Marineschriftsteller und -stratege
- Thomas Robins (1868–1957), Erfinder
- Maxwell Murray (1885–1948), Generalmajor der United States Army
- Louis A. Craig (1891–1984), Generalmajor der United States Army
- John T. Cole (1895–1975), Brigadegeneral der United States Army
- George E. Lynch (1907–1987), Generalmajor der United States Army
- Calvert P. Benedict (1924–2011), Generalmajor der United States Army
- Gore Vidal (1925–2012), Schriftsteller
- Sam S. Walker (1925–2015), General der United States Army
- Yvonne Cagle (* 1959), Astronautin der NASA